# Alex Green
Alexander Denell Green, detto Alex (Portland, 23 giugno 1988), è un giocatore di football americano e di football canadese statunitense che gioca nel ruolo di running back per gli Hamilton Tiger-Cats della Canadian Football League (CFL). Fu scelto nel corso del terzo giro (96º assoluto) del Draft NFL 2011 dai Green Bay Packers della National Football League (NFL). Al college ha giocato a football americano all'Università delle Hawaii.

## Carriera professionistica

### Green Bay Packers
Green fu scelto come 96º assoluto del Draft 2010 dai Green Bay Packers. La sua prima da professionista la disputò contro i New Orleans Saints. I suoi primi possessi come running back li disputò nei minuti finali della gara della settimana 4 contro i Denver Broncos. Alex corse tre volte per 11 yard contro gli Arizona Cardinals. Dopo la settimana 7, Green si infortunò al ginocchio e saltò il resto della stagione, un infortunio che il capo-allenatore Mike McCarthy definì "molto sfortunato".
Nella settimana 6 della stagione 2012, Green prese il posto dell'infortunato titolare Cedric Benson e corse 65 yard su 22 tentativi coi Packers che batterono gli imbattuti Houston Texans.
Il 31 agosto 2013, Green fu svincolato.

### New York Jets
Il 1º settembre 2013, Green firmò coi New York Jets.
Nel corso della stagione 2013 prese parte a 13 partita; nel complesso Green totalizzò 35 iarde su corsa e 8 iarde su passaggio.
Nel 2014 Green prese parte a tutte le partite pre-stagionali ma i Jets lo svincolarono il 30 agosto nel quadro delle ultime rifiniture ai membri della squadra.

### Hamilton Tiger-Cats
Nel febbraio 2017 Green firmò con gli Hamilton Tiger-Cats, squadra di football canadese della Canadian Football League (CFL). Green giocò tutte le partite pre-stagionali ma venne svincolato prima dell'inizio della stagione regolare; in seguito ritornò nella squadra, a causa dell'infortunio del running back C. J. Gable.
Il 22 settembre di quell'anno Green disputò la sua prima partita di stagione regolare in CFL: nel corso di tale gara, vinta 24 a 23 contro i British Columbia Lions, Green riuscì a mettere a segno 140 iarde su corsa e 15 iarde su passaggio.

## Statistiche
Statistiche NFL
| Partite totali      | 29  |
| Partite da titolare | 4   |
| Yard su corsa       | 510 |
| Touchdown su corsa  | 0   |

Statistiche aggiornate alla stagione 2013
Statistiche CFL
| Partite totali     | 6   |
| Yard su corsa      | 445 |
| Touchdown su corsa | 5   |

Statistiche aggiornate alla stagione 2017